# Сингапур на Светском првенству у атлетици на отвореном 2023.
Сингапур је учествовао на 19. Светском првенству у атлетици на отвореном 2023. одржаном у Будимпешти од 19. до 27. августа осамнаести пут. Репрезентацију Сингапура је представљала су 2 такмичара (1 мушкарац и 1 жена) који су се такмичили у 3 дисциплине (1 мушка и 2 женске)., 
На овом првенству такмичарка Сингапура није освојила ниједну медаљу нити остварила неки резултат.

## Учесници
| Мушкарци: - Jun Jie Calvin Quek — 400 м препоне | Жене: - Вероника Шанти Переира — 100 м, 200 м |

## Резултати

### Мушкарци
| Атлетичар           | Дисциплина    | Лични рекорд | Квалификације | Квалификације | Полуфинале           | Полуфинале           | Финале               | Финале       | Детаљи |
| Атлетичар           | Дисциплина    | Лични рекорд | Резултат      | Место         | Резултат             | Место                | Резултат             | Место        | Детаљи |
| ------------------- | ------------- | ------------ | ------------- | ------------- | -------------------- | -------------------- | -------------------- | ------------ | ------ |
| Jun Jie Calvin Quek | 400 м препоне | 50,43        | 50,53         | 9. у гр. 5    | Није се квалификовао | Није се квалификовао | Није се квалификовао | 37 / 41 (43) |        |

### Жене
| Атлетичарка            | Дисциплина | Лични рекорд | Квалификације    | Квалификације | Полуфинале            | Полуфинале            | Финале                | Финале       | Детаљи |
| Атлетичарка            | Дисциплина | Лични рекорд | Резултат         | Место         | Резултат              | Место                 | Резултат              | Место        | Детаљи |
| ---------------------- | ---------- | ------------ | ---------------- | ------------- | --------------------- | --------------------- | --------------------- | ------------ | ------ |
| Вероника Шанти Переира | 100 м      | 11,20 НР     | 11,33            | 4. у гр. 2    | Није се квалификовала | Није се квалификовала | Није се квалификовала | 31 / 54 (56) |        |
| Вероника Шанти Переира | 200 м      | 22,69 НР     | 22,57 КВ, НР, ЛР | 2. у гр. 3    | 22,79                 | 6. у гр. 3            | Није се квалификовала | 17 / 44 (45) |        |